# MHealth (salud móvil)

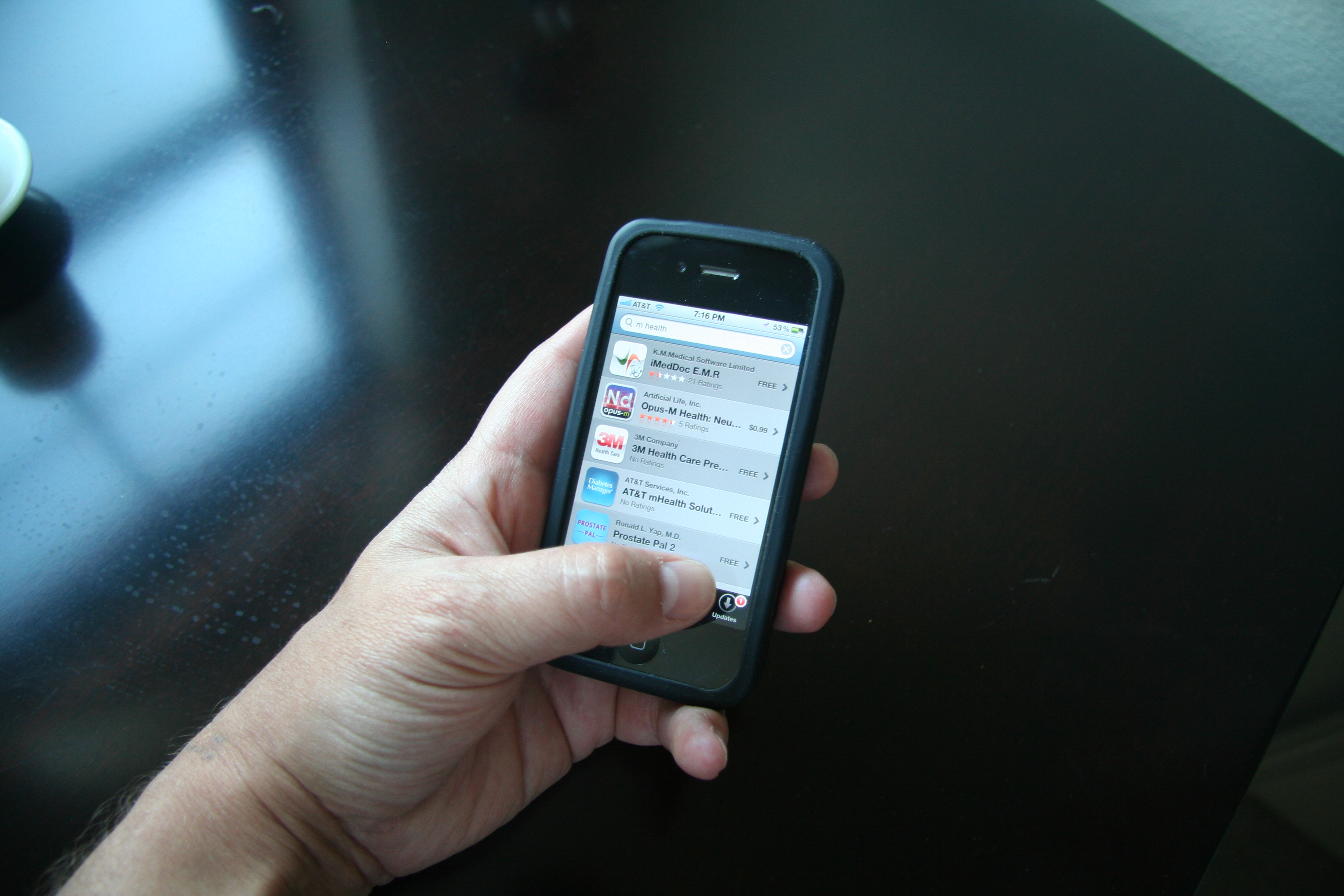
Los teléfonos móviles se pueden utilizar para las salud de las personas.

La mHealth (del inglés  mobile health ) o salud móvil hace referencia al uso de tecnología móvil para manejar la salud y el bienestar de las personas. Es comúnmente usado bajo el apoyo de dispositivos móviles, como los PDA, los teléfonos móviles, las tabletas o los aparatos de monitoreo de pacientes, entre otros. Estos son usados por prestadores de salud, pacientes y consumidores o clientes con el objetivo de recolectar, guardar, y analizar información.
El término se relaciona con los conceptos de eSalud y telemedicina convirtiéndose en uno de los mayores componentes de este último, gracias a la gran accesibilidad, y la disponibilidad del intercambio de información que representa la tecnología móvil.
Uno de los aspectos más importantes de la salud móvil es que puede ser usada por casi cualquier persona, sin necesidad de un entrenamiento detallado previo, por personas de cualquier región, y de todos los niveles socioeconómicos. Los servicios más utilizados son el uso de servicios de voz y  SMS mensajería instantánea, aplicaciones (apps), el uso del sistema de posicionamiento global (GPS) y el uso de telemedicina.
Hoy en día se ha presentado un crecimiento del uso de salud móvil, en especial en los países en vías de desarrollo. Según una encuesta de la Organización Mundial de la Salud de 2011, iniciativas relacionadas con salud móvil se han implementado en diferentes países alrededor del mundo.

## Definiciones
El término, del inglés Mobile Health (mHealth), fue introducido por el profesor Robert Istepanian, quien lo definió como “el uso de las tecnologías emergentes en la salud”.
mHealth es considerado un subcampo de la salud electrónica (eSalud).
La comunidad de salud ha definido mHealth o Salud Móvil como:
“Uso de comunicaciones móviles, como PDA y teléfonos móviles, para servicios de salud e información.”

## Importancia
Con los nuevos avances tecnológicos y el auge de los dispositivos móviles, hoy en día personas que antes no contaban con un teléfono móvil ahora tienen acceso a este. Los teléfonos móviles se expanden a una velocidad que las instituciones médicas y otras infraestructuras tecnológicas no lo logran hacer, por lo tanto el uso de salud móvil significa una mejora en la eficiencia de la prestación de servicios de salud. Se espera que la salud móvil revolucione la relación que existe entre médicos y pacientes y le permita a zonas alejadas, y a poblaciones donde no hay personal médico tener acceso a un servicio de salud.

## Tecnologías
Algunas de las tecnologías asociadas con la salud móvil, son:
- Teléfonos móviles[8]
- Teléfonos inteligentes
- Tabletas
- Aplicaciones móviles[8][10]
- Dispositivos de monitorización
- Softwares de recolección de datos[6][11]
- Sensores
  - Relojes inteligentes[6]
  - Seguidores de actividad[6]

## Aplicaciones
La fundación da las naciones Unidas y la Fundación Vodafone según un informe presentado en 2009, expone seis aplicaciones de la Salud Móvil.
Las categorías se relacionan con la recolección y análisis de datos así como el intercambio de información y sistemas de comunicaciones móviles.   

### Educación y sensibilización
El servicio de mensajería instantánea (SMS) es un método rentable y eficiente para proporcionar información a un gran número de personas. Los mensajes son enviados directamente a los dispositivos móviles de las personas con información sobre tratamientos, disponibilidad de servicios médicos y manejo de enfermedades.
Se ha demostrado que el uso de SMS tiene un mayor impacto en las personas que la radio y la televisión. Los mensajes ofrecen confidencialidad para los pacientes y han sido exitosos en llegarle a poblaciones rurales donde la falta de servicios médicos y el acceso limitado a la información, impide que las personas tomen buenas decisiones sobre el manejo de su salud.

### Recopilación de datos a distancia
La recolección y procesamiento de datos es un componente importante para los programas de salud pública. Tanto los políticos como los proveedores de salud necesitan datos confiables para crear políticas y programas efectivos.
Los datos que se recolectan por lo general son eficientes y confiables cuando se recaudan por medio de teléfonos inteligentes y PDAs.

### Monitoreo remoto
Una de las áreas con mayor crecimiento, incluye aplicaciones que permiten monitorear al paciente, por lo general se encargan de monitorear las condiciones de salud de la persona, mantener las citas médicas o asegurar el cumplimiento de la toma de medicinas. En ocasiones algunas aplicaciones incluyen algún tipo de sensor como los relojes inteligentes o los seguidores de actividad.

### Comunicación y entrenamiento para los profesionales de la salud
Conectar a los trabajadores con información por medio de la tecnología móvil los empodera y les permite tener al alcance de sus manos conocimiento para desarrollar sus funciones de manera correcta. Además, genera una mayor comunicación entre unidades de salud, logrando una mejor supervisión del paciente y un mejor cuidado.

### Seguimiento de enfermedades y epidemias
Los dispositivos móviles gracias a la capacidad que tienen de capturar y trasmitir información, se convierten en dispositivos tempranos de alerta que ayudan a la prevención y contención de las enfermedades.Asimismo, se trata de una herramienta que permite el seguimiento de las condiciones de salud de las personas con diferentes o múltiples enfermedades, siendo esencial la participación de los mismos para facilitar la accesibilidad en la información.
Hoy en día varias aplicaciones de seguimiento de enfermedades son utilizadas en Perú, Ruanda e India.

### Soporte en diagnósticos y tratamientos
El diagnóstico y el tratamiento es fundamental para el cuidado de la salud. Las aplicaciones para el diagnóstico y tratamiento de enfermedades utilizan el teléfono móvil como punto central de operaciones. Por medio de este dispositivo, una serie de pasos y herramientas integradas, los médicos logran hacer diagnósticos y prescribir el tratamiento adecuado.

## Críticas
La  práctica extensiva de investigación mediante mhealth  ha generado críticas, por ejemplo sobre la proliferation de  "estudios piloto"   fragmentados en los países de bajos ingresos, lo cual es llamado "pilotitis."

Otra amplia discusión está relacionada con la privacidad y la protección de datos, en los registros de "salud electrónica".